# Verkehrsanlage

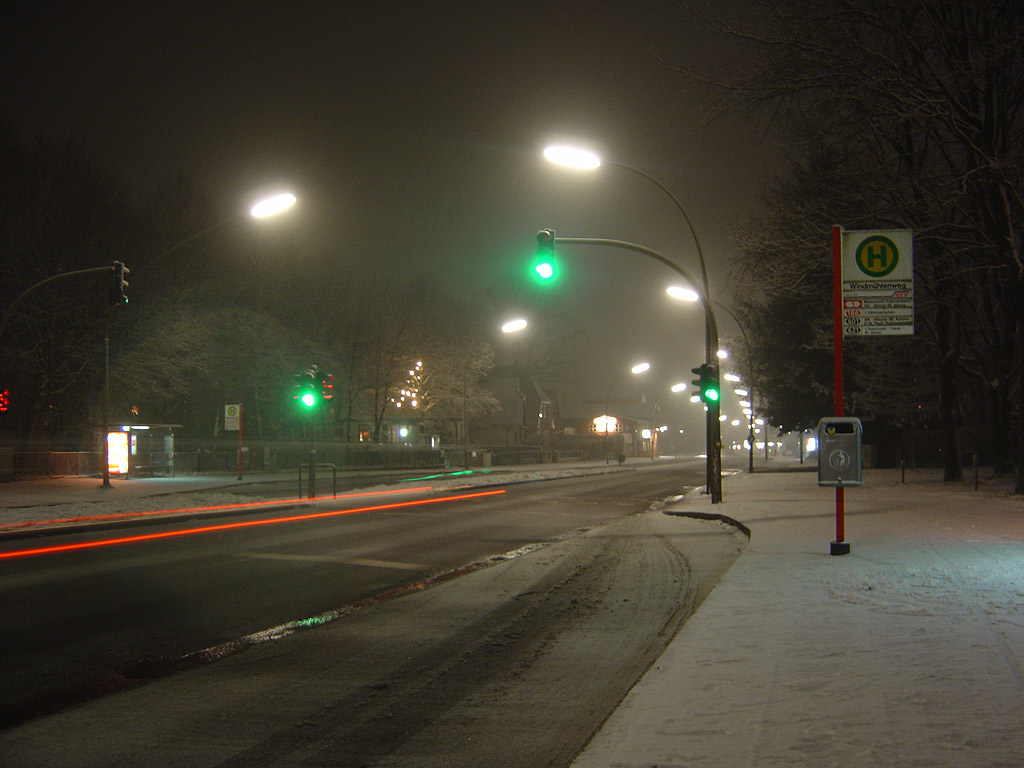
Eine Verkehrsanlage: Lichtsignalanlage

Eine Verkehrsanlage als Teil der Verkehrstechnik ist eine bauliche oder technische Einrichtung, die einen reibungslosen Verkehr zu Lande (Straßenverkehr, Schienenverkehr), zu Wasser (Wasserverkehr) und in der Luft (Luftverkehr) ermöglichen oder erleichtern soll. Innerhalb von Betrieben werden dagegen Förderanlagen genutzt. Zu den Verkehrsanlagen gehören neben Verkehrswegen die folgenden Verkehrsanlagen:
- Schnittstellen auch mit unterschiedlichen Verkehrsarten (Haltestellen, Bahnhöfe, Häfen und Flughäfen, Containerterminals, Park-and-ride- bzw. Park-and-rail-Anlagen, Autoverladerampen).
- Knotenpunkte (Kreuzungen, Umsteige-Anlage, Rangierbahnhöfe)
- Regelungsanlagen (Verkehrszeichen, Lichtsignalanlagen (ugs. Ampel), Signale, (Fahrwasser-)Tonnen und andere Seezeichen, Leuchttürme, Feuerschiffe).
- Wegweiser.
- Abstell- und Warteanlagen (Parkplatz, Stellplatz, Carport, Garage, Parkhaus, Stauraum).
- Sonderanlagen (Schleusen, Hebewerke, Brücken, Tunnel, Mautportale).

Um einen reibungslosen Verkehrsablauf zu gewährleisten, muss die Verkehrsanlage leistungsfähig und sicher sein.